# Tadahiro Akiba
Tadahiro Akiba (秋葉 忠宏 Akiba Tadahiro?), född 13 oktober 1975, är en japansk tidigare fotbollsspelare.
I juli 1996 blev han uttagen i Japans trupp till fotbolls-OS 1996.